# 卡特拉布赫

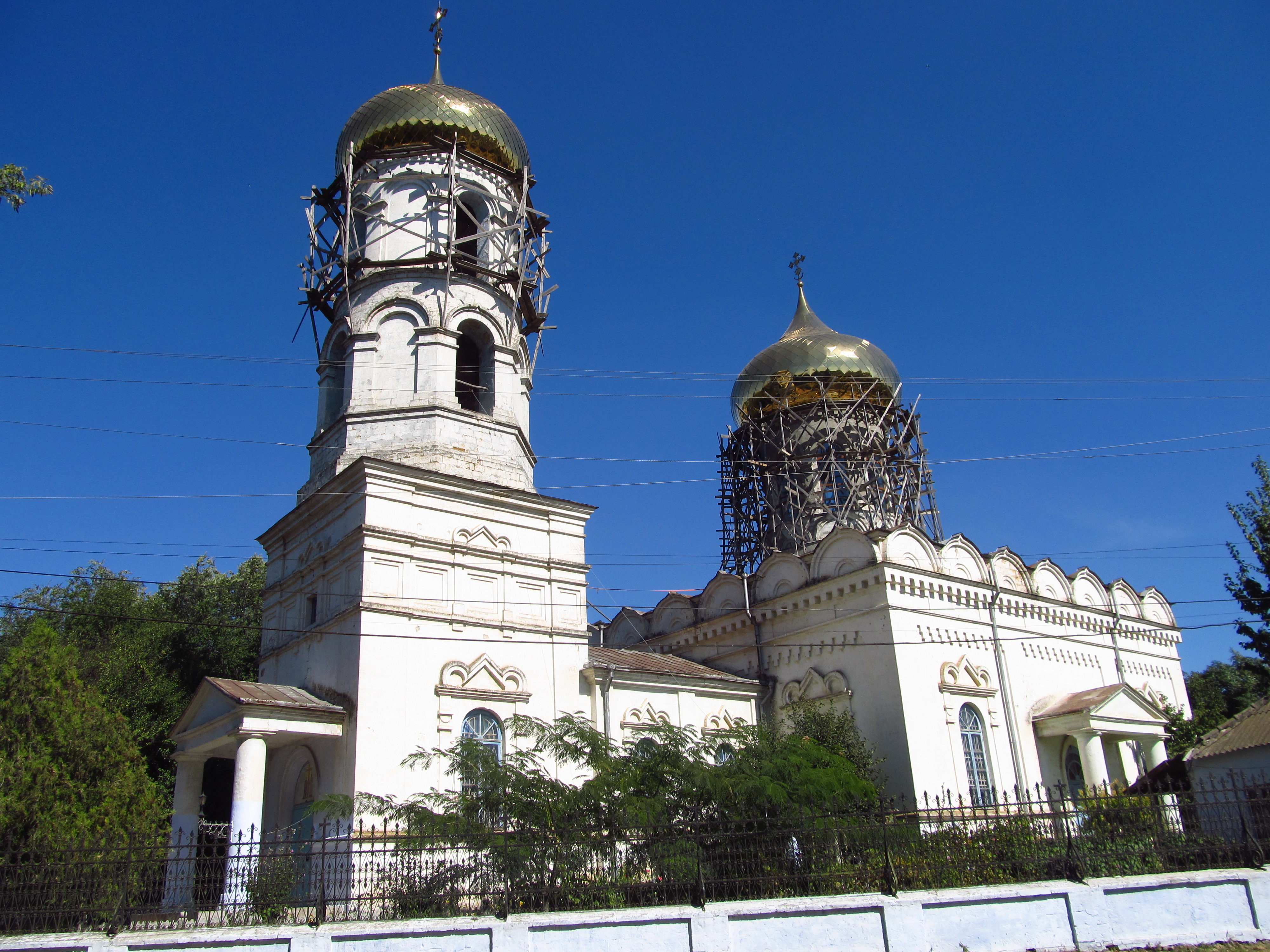
教堂

卡特拉布赫（烏克蘭語：Катлабуг），2024年9月前称为苏沃罗韦或蘇沃羅沃，是位於烏克蘭西南部的鎮，由敖德薩州伊茲梅爾區的苏沃罗韦市镇負責管轄。該鎮處於卡特拉布赫湖畔，始建於1815年，面積5.53平方公里，2011年人口4,665，人口密度每平方公里843.58人。
2022年12月26日苏沃罗韦市镇议会支持将该镇改名为貝薩拉布斯凯（烏克蘭語：Бессарабське），但有待乌克兰最高拉达批准。2024年9月19日，乌克兰最高拉达将此镇的名字改为卡特拉布赫。